# Puig Torroella (Albanyà)
El Puig Torroella és una muntanya de 1.056 metres que es troba entre els municipis d'Albanyà, a la comarca de l'Alt Empordà i de Beuda, a la comarca catalana de la Garrotxa.